# Felsberg (Odenwald)

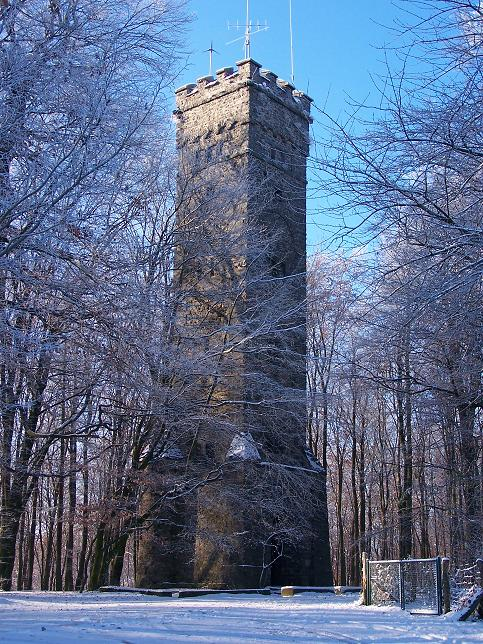
Ohlyturm auf dem Felsberg

Der Felsberg ist ein Berg im Odenwald und gehört mit 514 m ü. NHN zu den höchsten Erhebungen im Vorderen Odenwald. Er liegt nahe Reichenbach auf der Grenze des Landkreises Bergstraße zum Landkreis Darmstadt-Dieburg in Hessen und ist durch sein Felsenmeer und den Ohlyturm bekannt.

## Geographie

### Lage
Der Felsberg liegt im Geo-Naturpark Bergstraße-Odenwald. An seinem Bergmassiv haben drei Kommunen Anteil: Ein kleiner Teil im Westen liegt in der Gemarkung Hochstädten der Stadt Bensheim. Der Nordhang zählt zur Gemarkung Balkhausen der Gemeinde Seeheim-Jugenheim. Der Südhang mit dem Felsenmeer und dem gipfelnahen Ohlyturm liegt in der Gemarkung Reichenbach, der Osten ist Teil der Gemarkung Beedenkirchen. Beide Ortschaften sind Teil der Gemeinde Lautertal.
In Richtung Westen leitet die Landschaft vom Felsberg durch die Hochstädter Senke getrennt zum Melibokus (517,4 m) über. Im Süden liegt zu seinen Füßen das Tal der Lauter und im Osten und Norden umgibt ihn jenes der Modau. Jenseits des Lautertals erhebt sich im Südsüdosten der Krehberg (575,7 m) und im Osten jenseits des Modautals die Neunkircher Höhe (605 m).
Forststraßen führen von der Kuralpe im Norden und von Beedenkirchen im Osten auf den Gipfel und zu der dort angesiedelten Gastronomie. Aufgrund seiner zentralen Lage zwischen den Metropolregionen Rhein-Neckar und Rhein-Main ist das Felsberggebiet ein beliebtes Ausflugsziel.

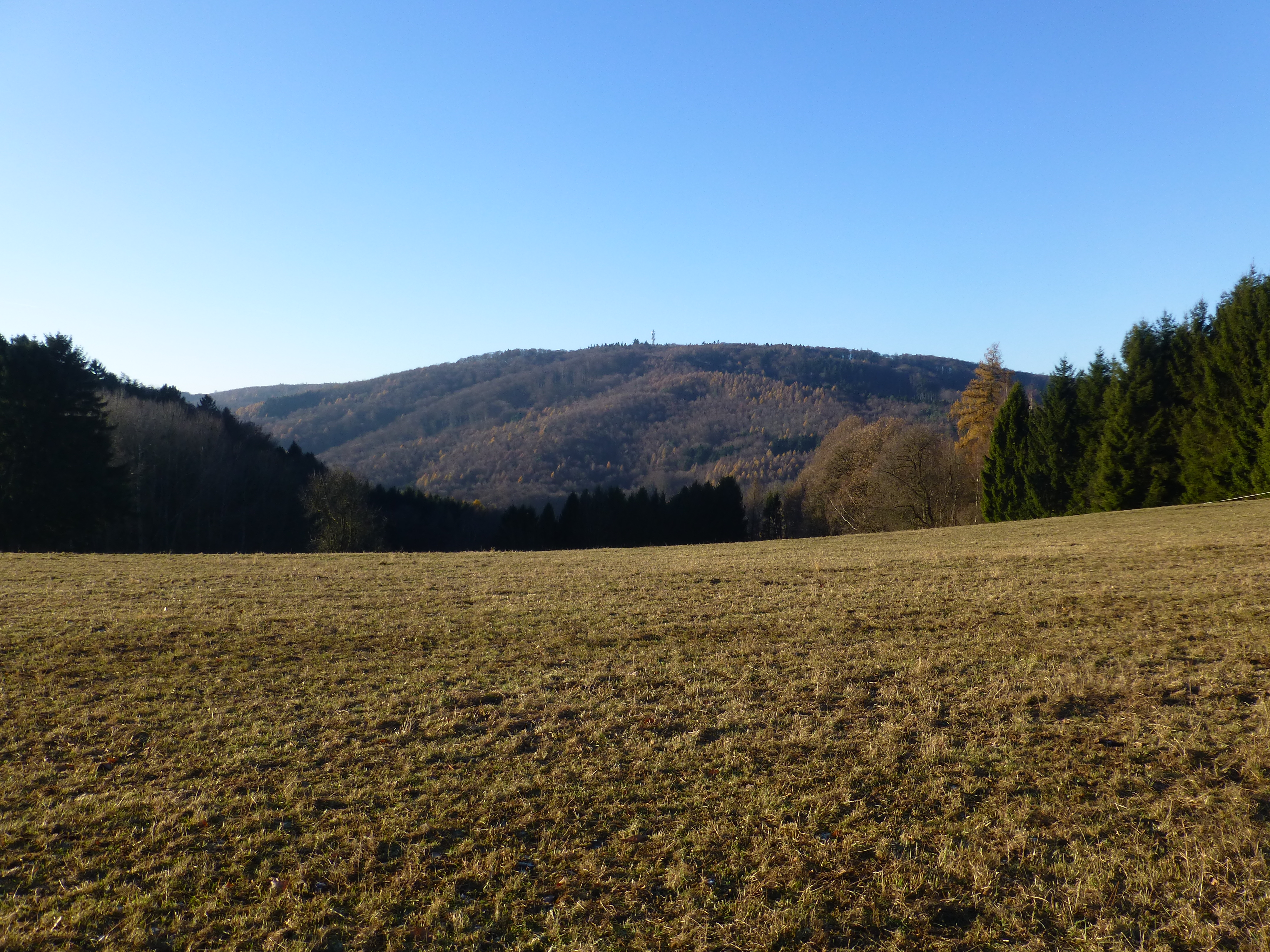
Blick von einer Anhöhe zwischen Lautern und Beedenkirchen westnordwestwärts zum Felsberg
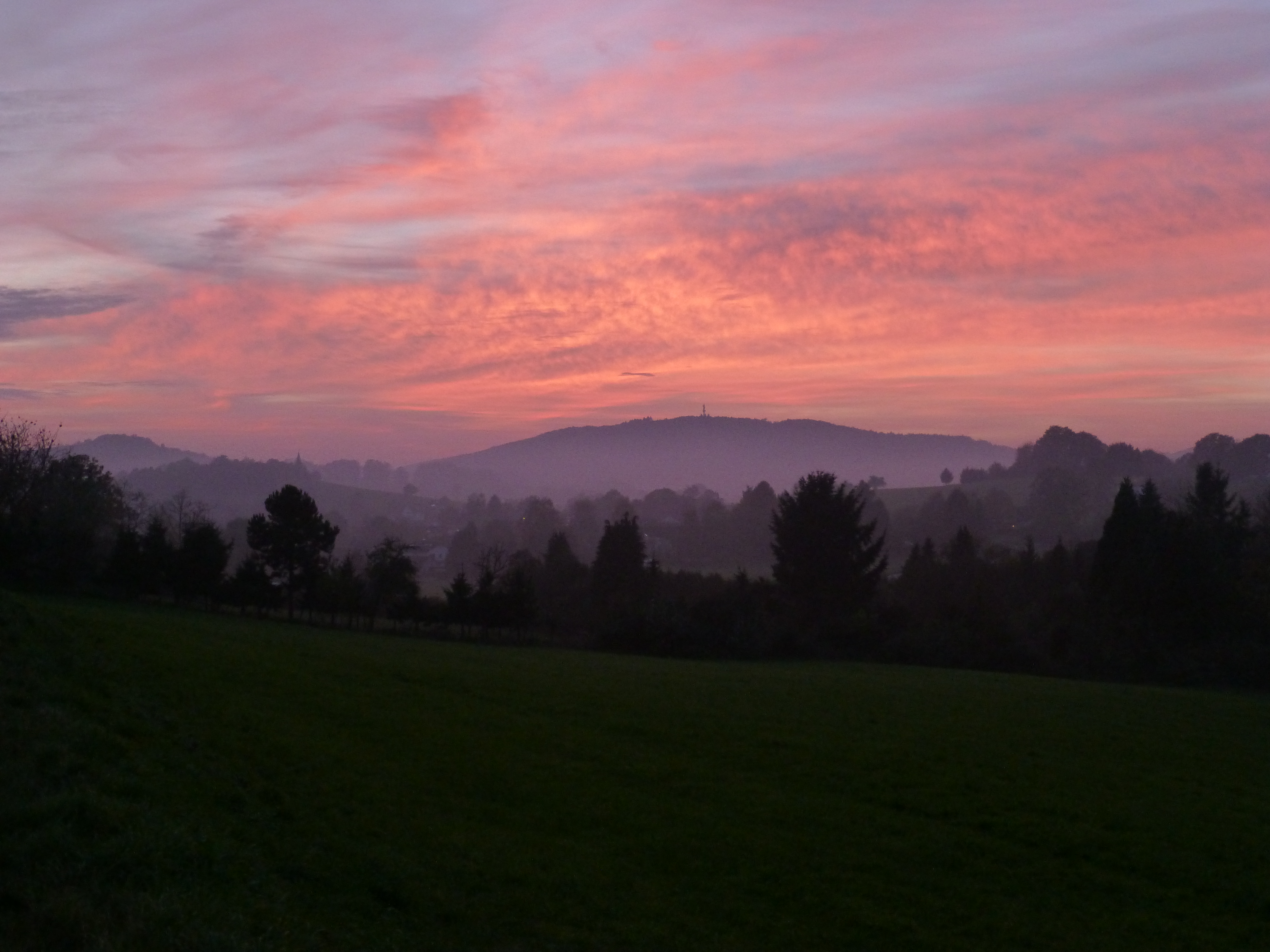
Blick von der L 3102 nahe Brandau westsüdwestwärts zum Felsberg

### Geologie
Das Gestein des Felsbergs besteht aus Quarzdiorit, das zur Gruppe der Granitoide gehört und sich aus den Mineralen Feldspat, Hornblende, Pyroxen, Quarz und anderen untergeordneten Nebenbestandteilen zusammensetzt. An den Bergflanken bildeten sich durch Wollsackverwitterung zahlreiche Blockhalden, die umgangssprachlich Felsenmeere genannt werden. Am bekanntesten ist das Lautertaler Felsenmeer auf dem Südosthang des Berges.

### Naturräumliche Zuordnung
Der Felsberg gehört in der naturräumlichen Haupteinheitengruppe Odenwald, Spessart und Südrhön (Nr. 14), in der Haupteinheit Vorderer Odenwald (145) und in der Untereinheit Melibocus-Odenwald (145.0) zum Naturraum Felsbergmassiv (145.03). Der Naturraum, der in einem etwa 1000 m langen von Südwesten nach Nordosten ansteigenden Bergrücken gipfelt, ist 10,70 km² groß. Nachbarnaturräume sind: Unteres Modautal (Mühltal) (145.07) im Nordnordosten, Oberes Modautal (145.06) im Osten, Lautertal (145.05) im Süden und Hochstädter Senke (145.02) im Westen.

## Ohlyturm
Der etwas südsüdöstlich vom Berggipfel stehende Ohlyturm, ein aus Granit erbauter, 27 m hoher Aussichtsturm, ist das Wahrzeichen des Felsberges. Er gilt als besonders prägnantes Beispiel für den romantisierenden Historismus des 19. Jahrhunderts, dessen Vorbilder mittelalterliche Burgen und sonstige Wehrbauten waren. Der Turm ist als Kulturdenkmal eingetragen. Namensgeber des Turmes ist der frühere Darmstädter Oberbürgermeister Christian Karl Albrecht Ohly. Der Turm wurde 1891 von der Sektion Darmstadt des Odenwaldklubs zunächst aus Holz erbaut. Der heutige Steinturm wurde nach Plänen des Darmstädter Architekten Georg Scherer erbaut und am 6. Oktober 1901 eingeweiht.
Der Ohlyturm ist seit langer Zeit baufällig und kann daher nicht betreten werden. Er wurde 2007 überraschend von einem britischen Investor erworben und soll nach Sanierungsarbeiten wieder für die Öffentlichkeit zugänglich sein. Nahe dem Aussichtsturm steht in Richtung des Berggipfels ein Sendeturm.

## Schutzgebiete
Auf dem Südosthang des Felsbergs liegt das Naturschutzgebiet Felsberg bei Reichenbach (CDDA-Nr. 81649; 1972 ausgewiesen; 1,679 km² groß) und das etwa flächendeckende Fauna-Flora-Habitat-Gebiet Felsberg bei Reichenbach (FFH-Nr. 6218-301; 1,6789 km²); letzteres ist Natura-2000-Gebiet. In Anbetracht der mehr als 100.000 Touristen, die jährlich das in den Schutzgebieten befindliche Felsenmeer besuchen, erwies sich das Nebeneinander von Naturschutz und Tourismus als problematisch. Für die nordwestliche Flanke des Felsbergs bestehen keine besonderen Nutzungseinschränkungen.